# Бут, Джуниус Брутус (младший)
Джуниус Брутус Бут (младший) (англ. Junius Brutus Booth, Jr., 22 декабря 1821 — 16 сентября 1883) — американский актёр и театральный менеджер. Будучи членом прославленной актёрской семьи Бутов, Джуниус не только остался в тени своего отца Джуниуса Брутуса Бута (старшего) и братьев Эдвина Томаса Бута  и Джона Уилкса Бута (убийцы президента Авраама Линкольна), но и своей жены Агнес, ставшей знаменитой актрисой независимо от него.
Бут управлял Бостонским театром, театром Уолнут-стрит в Филадельфии, театром Винтер-Гарден и театром Бута в Нью-Йорке, где ведущим актёром был Эдвин. Считаясь достаточно заурядным актёром, Джуниус-младший, тем не менее, был высоко оценён критикой за роль короля Иоанна в одноимённой пьесе Шекспира и Кассия в «Юлии Цезаре», где он сыграл вместе с братьями Эдвином (Брут) и Джоном (Марк Антоний) в 1864 г.
После убийства Авраама Линкольна братом Джуниуса Джоном сам Джуниус на короткое время оказался в тюрьме в Вашингтоне. Во время убийства он был занят в ангажементе в Цинциннати, штат Огайо. Тем не менее, его арестовали и доставили на поезде в тюрьму Олд-Кэпитол.